# Palù del Fersina
Palù del Fersina (tiếng Mócheno: Palae en Bersntol) là một đô thị ở Trentino ở vùng Trentino-Nam Tirol của Ý, tọa lạc cách 20 km về phía đông bắc của Trento. Tại thời điểm ngày 31 tháng 12 năm 2004, đô thị này có dân số 183 người và diện tích là 16,7 km².
Palù del Fersina giáp các đô thị: Bedollo, Telve, Baselga di Pinè, Telve di Sopra, Sant'Orsola Terme, Fierozzo và Torcegno.
Tron cuộc điều tra năm 2001, 184 người trong số 193 người được hỏi (95,34%) khẳng định mình thuộc nhóm nói tiếng Mòcheno.